# Anfangswertproblem
Als Anfangswertproblem (abgekürzt AWP), manchmal auch Anfangswertaufgabe (abgekürzt AWA) oder Cauchy-Problem genannt, bezeichnet man in der Analysis eine wichtige Klasse von Differentialgleichungsproblemen. Die Lösung eines Anfangswertproblems ist die Lösung der Differentialgleichung unter zusätzlicher Berücksichtigung eines vorgegebenen Anfangswertes.
In diesem Artikel wird das Anfangswertproblem zunächst für gewöhnliche Differentialgleichungen und später auch für partielle Differentialgleichungen erklärt.

## Gewöhnliche Differentialgleichungen

### Anfangswertproblem 1. Ordnung
Ein Anfangswertproblem erster Ordnung ist ein Gleichungssystem, das aus einer gewöhnlichen Differentialgleichung erster Ordnung
{\displaystyle y'(t)=f(t,y(t))}
und einer zusätzlichen Anfangsbedingung
{\displaystyle y(t_{0})=y_{0}}
besteht, mit
- dem Anfangswert {\displaystyle y_{0}} und
- einem Zeitpunkt {\displaystyle t_{0}\in \mathbb {R} }.

Eine konkrete Funktion {\displaystyle y} ist eine Lösung des Anfangswertproblems, wenn sie beide Gleichungen erfüllt.
Gesucht ist also eine Funktion {\displaystyle y}, die die Bedingungen der Differentialgleichung und des Anfangswertes erfüllt. Ist die Funktion {\displaystyle f} stetig, so ist dies nach dem Hauptsatz der Integralrechnung genau dann der Fall, wenn
{\displaystyle y(t)=y_{0}+\int _{t_{0}}^{t}f(s,y(s))\,ds}
für alle {\displaystyle t} im Definitionsintervall gilt.

### Anfangswertproblemk-ter Ordnung
Gegeben seien {\displaystyle k\in \mathbb {N} } und eine Funktion {\displaystyle f\colon D\rightarrow \mathbb {R} ^{n}}. Ihr Definitionsbereich {\displaystyle D} sei hierbei eine Teilmenge von {\displaystyle I\times \mathbb {R} ^{n\times k}}, worin {\displaystyle I\subset \mathbb {R} } ein Intervall bezeichnet, welches {\displaystyle t_{0}} umfasst. Dann heißt
{\displaystyle {\begin{cases}y^{(k)}&=f(t,y(t),y'(t),\dotsc ,y^{(k-1)}(t))\\y^{(i)}(t_{0})&=y_{i}\qquad \mathrm {mit} \;i=0,\dotsc ,k-1\end{cases}}}
ein Anfangswertproblem {\displaystyle k}-ter Ordnung. Jedes Anfangswertproblem {\displaystyle k}-ter Ordnung lässt sich umschreiben in ein Anfangswertproblem 1. Ordnung.
Ein spezielles Anfangswertproblem ist das Riemann-Problem, bei dem die Anfangsdaten konstant sind bis auf eine Unstetigkeitsstelle.
Anfangswertprobleme treten z. B. in den Naturwissenschaften auf, wenn ein mathematisches Modell für natürliche Prozesse gesucht wird.

### Lösbarkeit
Wichtige Sätze, die die Lösbarkeit von Anfangswertproblemen für gewöhnliche Differentialgleichungen betreffen, sind der (lokale) Existenzsatz von Peano und der Existenz- und Eindeutigkeitssatz von Picard-Lindelöf. Ein Hilfsmittel ist die grönwallsche Ungleichung.

### Beispiel
Das Anfangswertproblem
{\displaystyle y'(t)=2\cdot \operatorname {sgn}(y(t))\cdot {\sqrt {|y(t)|}}\ ,\ y(0)=0\ ,}
welches zu
{\displaystyle f(t,x):=2\cdot \operatorname {sgn}(x)\cdot {\sqrt {|x|}}}
korrespondiert, hat unendlich viele Lösungen, nämlich neben der trivialen Lösung
{\displaystyle y(t)\equiv 0}
auch noch für jedes {\displaystyle c\geq 0} die Lösungen
{\displaystyle y(t)=\left\{{\begin{array}{ll}0\ ,&{\text{falls}}\ t<c\ ,\\(t-c)^{2}\ ,&{\text{falls}}\ t\geq c\ ,\\\end{array}}\right.}
sowie
{\displaystyle y(t)=\left\{{\begin{array}{ll}0\ ,&{\text{falls}}\ t<c\ ,\\-(t-c)^{2}\ ,&{\text{falls}}\ t\geq c\ .\\\end{array}}\right.}
Damit Anfangswertprobleme eindeutige Lösungen besitzen, sind Zusatzeigenschaften (an {\displaystyle f}) nachzuweisen. Dies kann beispielsweise über den Satz von Picard-Lindelöf geschehen, dessen Voraussetzungen in diesem Beispiel jedoch nicht erfüllt werden.

### Numerische Lösungsmethoden
Zur numerischen Lösung von Anfangswertproblemen werden Einschritt- oder Mehrschrittverfahren eingesetzt. Dabei wird die Differentialgleichung mittels einer Diskretisierung approximiert.
{\displaystyle \to } Siehe Berechnungsbeispiel Anfangswertproblem in Differenzengleichung (Differenzenverfahren)

## Partielle Differentialgleichungen
Verallgemeinert man das Cauchy-Problem auf mehrere Veränderliche, etwa {\displaystyle n} Veränderliche {\displaystyle x_{1},\dotsc ,x_{n}}, so erhält man partielle Differentialgleichungen. Im Folgenden stehe {\displaystyle \alpha \in \mathbb {N} _{0}^{n}} für einen Multiindex der Länge {\displaystyle n}. Beachte, dass es genau {\displaystyle {\tbinom {n+k-1}{k}}} Multiindizes mit {\displaystyle |\alpha |:=\alpha _{1}+\dotsb +\alpha _{n}\leq k} gibt. Es sei weiter eine Funktion {\displaystyle F} in {\displaystyle n+{\tbinom {n+k-1}{k}}} Variablen gegeben. Beim allgemeinen Cauchy-Problem sucht man nach Funktionen {\displaystyle u}, die von {\displaystyle n} Variablen {\displaystyle x_{1},\dotsc ,x_{n}} abhängen und die Gleichung
(1) {\displaystyle F(x,(\partial ^{\alpha }u(x))_{|\alpha |\leq k)})\,=\,0}
erfüllen. Beachte, dass die Stelligkeit von {\displaystyle F} gerade so gewählt wurde, dass man {\displaystyle x=(x_{1},\dotsc ,x_{n})} und alle partiellen Ableitungen {\displaystyle \partial ^{\alpha }u(x)} einsetzen kann. Darüber hinaus fordert man, dass die gesuchten Funktionen den im Folgenden beschriebenen sogenannten Anfangs- bzw. Randbedingungen genügen. Zu deren Formulierung sei {\displaystyle S} eine Hyperfläche der Klasse Ck mit Normalenfeld {\displaystyle \nu }. Mit {\displaystyle \partial _{\nu }^{j}} seien die Normalenableitungen bezeichnet. Sind dann {\displaystyle \varphi _{0},\dotsc ,\varphi _{k-1}} vorgegebene auf {\displaystyle S} definierte Funktionen, so fordert man beim allgemeinen Cauchy-Problem, dass die Funktionen {\displaystyle u} zusätzlich die Bedingungen
(2) {\displaystyle u=\varphi _{0},\,\partial _{\nu }u=\varphi _{1},\,\dotsc ,\,\partial _{\nu }^{k-1}u=\varphi _{k-1}} auf {\displaystyle S}
erfüllen. Die Funktionen {\displaystyle \varphi _{j}} heißen die Cauchy-Daten des Problems, jede Funktion {\displaystyle u}, die beide Bedingungen (1) und (2) erfüllt, heißt eine Lösung des Cauchy-Problems.
Durch eine geeignete Koordinatentransformation kann man sich auf den Fall {\displaystyle S=\{x=(x_{1},\dotsc ,x_{n});\,x_{n}=0\}} zurückziehen. Dann spielt die letzte Variable eine Sonderrolle, denn die Anfangsbedingungen sind dort gegeben, wo diese Variable 0 ist. Da diese Variable in vielen Anwendungen als Zeit interpretiert wird, benennt man sie gern in {\displaystyle t} (lateinisch tempus = Zeit) um, die Anfangsbedingungen beschreiben dann die Verhältnisse zum Zeitpunkt {\displaystyle t=0}. Die Variablen sind also {\displaystyle x_{1},\dotsc ,x_{n-1},t}. Da die betrachtete Hyperebene durch die Bedingung {\displaystyle t=0} gegeben ist, wird die Normalenableitung einfach zur Ableitung nach {\displaystyle t}. Schreibt man abkürzend {\displaystyle x=(x_{1},\dotsc ,x_{n-1})} und {\displaystyle \alpha =(\alpha _{1},\dotsc ,\alpha _{n-1})}, so lautet das Cauchy-Problem nun
(1') {\displaystyle F(x,t,(\partial _{x}^{\alpha }\partial _{t}^{j}u(x,t))_{|\alpha |+j\leq k)})\,=\,0}
(2') {\displaystyle u(x,0)=\varphi _{0}(x),\,\partial _{t}u(x,0)=\varphi _{1}(x),\,\dotsc ,\,\partial _{t}^{k-1}u(x,0)=\varphi _{k-1}(x)}.
Ein typisches Beispiel ist etwa die dreidimensionale Wellengleichung
{\displaystyle \partial _{t}^{2}u-c^{2}\cdot \Delta u=f}
{\displaystyle u(x,0)=\varphi _{0}(x),\,\partial _{t}u(x,0)=\varphi _{1}(x)},
wobei {\displaystyle c} eine Konstante, {\displaystyle f} eine vorgegebene Funktion und {\displaystyle \Delta =\partial _{x_{1}}^{2}+\partial _{x_{2}}^{2}+\partial _{x_{3}}^{2}} der Laplace-Operator seien.
Ist {\displaystyle u} eine Lösung, was gleichzeitig ausreichende Differenzierbarkeit implizieren soll, so sind alle Ableitungen {\displaystyle \partial _{x}^{\alpha }\partial _{t}^{j}u(x,0)} mit {\displaystyle |\alpha |+j\leq k,j<k} bereits durch die Cauchy-Daten vorgegeben, denn es ist {\displaystyle \partial _{x}^{\alpha }\partial _{t}^{j}u(x,0)=\partial _{x}^{\alpha }\varphi _{j}}. Lediglich die Ableitung {\displaystyle \partial _{t}^{k}u} ist nicht durch (2') festgelegt, hier kann also nur (1') eine Bedingung stellen. Damit (1') tatsächlich eine nicht-triviale Bedingung und damit das Cauchy-Problem nicht von vornherein schlecht gestellt ist, wird man fordern, dass man die Gleichung (1') nach {\displaystyle \partial _{t}^{k}u} auflösen kann. Das Cauchy-Problem hat dann die Form
(1") {\displaystyle \partial _{t}^{k}u(x,t)=G(x,t,(\partial _{x}^{\alpha }\partial _{t}^{j}u(x,t))_{|\alpha |+j\leq k,j<k})}
(2") {\displaystyle u(x,0)=\varphi _{0}(x),\,\partial _{t}u(x,0)=\varphi _{1}(x),\,\dotsc ,\,\partial _{t}^{k-1}u(x,0)=\varphi _{k-1}(x)},
wobei {\displaystyle G} eine geeignete Funktion der Stelligkeit {\displaystyle n-1+{\tbinom {n+k-1}{k}}} sei.
In der zuletzt gegebenen Formulierung haben alle auftretenden Ableitungen eine Ordnung {\displaystyle \leq k}, und die {\displaystyle k}-te Ableitung nach {\displaystyle t} tritt tatsächlich auf, denn dies ist gerade die linke Seite von (1") und sie kommt nicht auf der rechten Seite von (1") vor. Man nennt {\displaystyle k} daher auch die Ordnung des Cauchy-Problems.
Das obige Beispiel der dreidimensionalen Wellengleichung ist offenbar leicht in diese Form zu bringen,
{\displaystyle \partial _{t}^{2}u=f+c^{2}\cdot \Delta u}
{\displaystyle fu(x,0)=\varphi _{0}(x),\,\partial _{t}u(x,0)=\varphi _{1}(x)}
es liegt daher ein Cauchy-Problem der Ordnung 2 vor.
Sind alle Cauchy-Daten analytisch, so sichert der Satz von Cauchy-Kowalewskaja eindeutige Lösungen des Cauchy-Problems.

## Bestimmung der Integrationskonstante
In der Schulmathematik wird die Bestimmung der Integrationskonstante eines unbestimmten Integrals für einen gegebenen Punkt als Anfangswertproblem bezeichnet.
Beispiel
Gesucht ist die Stammfunktion {\displaystyle F_{C}} der gebrochenrationalen Funktion {\displaystyle f} gegeben durch
{\displaystyle f(x)={\frac {1}{x^{2}-2x+1}}},
die durch den Punkt {\displaystyle P(4|5)} geht.
Zunächst faktorisieren wir den Nenner:
{\displaystyle f(x)={\frac {1}{(x-1)^{2}}}=(x-1)^{-2}}.
Nun können wir substituieren:
{\displaystyle \int u^{-2}\cdot 1\,\mathrm {d} u=-u^{-1}=-{\frac {1}{x-1}}+C}.
Als nächstes müssen wir die x-Koordinate des Punktes einsetzen und den Term mit dem y-Wert gleichsetzen
{\displaystyle -{\frac {1}{4-1}}+C=5\quad \Leftrightarrow \quad C={\frac {16}{3}}}.
Die gesuchte Stammfunktion lautet demnach:
{\displaystyle F_{C}(x)=-{\frac {1}{x-1}}+{\frac {16}{3}}}.

## Abstraktes Cauchy-Problem
Seien {\displaystyle X} ein Banachraum und {\displaystyle A\colon D(A)\subset X\rightarrow X} ein linearer oder nichtlinearer Operator. Die Fragestellung, ob bei gegebenem {\displaystyle T>0}, {\displaystyle u_{0}\in X} und {\displaystyle f\colon (0,T)\rightarrow X} eine differenzierbare Funktion {\displaystyle u\colon [0,T)\rightarrow X} mit {\displaystyle u(t)\in D(A)} für alle {\displaystyle T>t>0} existiert, die das Anfangswertproblem
{\displaystyle {\begin{matrix}u'(t)+A(u(t))&=&f(t),&\quad T>t>0\\u(0)&=&u_{0}&\end{matrix}}}
erfüllt, bezeichnet man als abstraktes Cauchy-Problem. Zu ihrer Lösbarkeit benötigt man die Theorie der stark stetigen Halbgruppen bzw. der analytischen Halbgruppen.
Zu den verschiedenen Anfangsbedingungen und Operatoren gibt es verschiedene Arten des Lösungsbegriffes, im linearen distributionelle Lösungen, im nichtlinearen die integrale Lösung. Mit klassisch differenzierbaren, beziehungsweise fast überall differenzierbaren Lösungen beschäftigt sich die nachgelagerte Regularitätstheorie.